# Apeadero de Benespera
El Apeadero de Benespera es una plataforma ferroviaria desactivada de la Línea de la Beira Baixa, que servía a la localidad de Benespera, en el Distrito de Guarda, en Portugal.

## Historia
Este apeadero se encuentra en el tramo entre las Estaciones de Covilhã y Guarda, que fue concluido el 11 de abril de 1893, e inaugurado el 11 de  mayo del mismo año.
La circulación ferroviaria en este tramo fue suspendida por la Red Ferroviaria Nacional el 9 de marzo de 2009, para proceder a obras de rehabilitación.